# Hancock County, Indiana
Hancock County är ett administrativt område i centrala delen av delstaten Indiana, USA, med 70 002 invånare. Den administrativa huvudorten (county seat) är Greenfield. 

## Geografi
Enligt United States Census Bureau så har countyt en total area på 795 km². 793 km² av den arean är land och 2 km² är vatten.

### Angränsande countyn
- Madison County - nord
- Henry County - öst
- Rush County - sydost
- Shelby County - syd
- Marion County - väst
- Hamilton County - nordväst

### Större orter
- Fortville - 3 450 invånare
- Greenfield - 14 600